# Country Life
《Country Life》는 1974년 11월 15일, 아일랜드 레코드가 발매한 영국의 록 밴드 록시 뮤직의 네 번째 스튜디오 음반이다. 이 음반은 미국의 앳코 레코드에 의해 발매되었다. 이 음반은 많은 비평가들에 의해 이 밴드의 가장 세련되고 일관된 음반 중 하나로 여겨지고 있다.
《Country Life》는 영국 음반 차트에서 3위로 정점을 찍었다. 이 음반은 또한 미국 내 37위를 기록했고, 미국 내 40위 안에 든 첫 음반이 되었다. 이 음반은 록시 뮤직의 네 번째 히트 싱글 〈All I Want Is You〉를 포함하고 있으며, 이 싱글은 B-사이드 〈Your Application's Failed〉로 영국 싱글 차트 12위에 올랐다. 미국에서 같은 B-사이드로 편집된 〈The Thrill of It All〉이 발매되었다.

## 커버 아트
에릭 보먼이 촬영한 《Country Life》 커버에는 두 명의 초라한 차림의 모델 콘스탄체 카롤리(캔의 미하엘 카롤리의 여동생)와 미하엘 카롤리의 여자친구이기도 했던 에벨린 그룬왈드가 등장한다. 브라이언 페리는 포르투갈에서 그들을 만나 〈Bitter-Sweet〉이라는 노래에 대한 그의 말을 도와줄 뿐만 아니라 화보 촬영을 하도록 설득했다. 커버에 등장한 것으로는 인정되지 않았지만, 그들은 독일어 번역 작업을 위해 서정 시트에 기고를 받는다.
커버 아트는 공개 검열을 받은 미국, 스페인, 네덜란드를 포함한 일부 국가에서 논란이 되었다. 그 결과, 미국의 초기 출시작은 불투명한 수축 포장지로 포장되었고, 《Country Life》의 이후 출시되는 미국 LP판(1975년~80년)은 다른 커버샷을 특징으로 했다. 카롤리와 그룬왈드가 몇몇 나무 앞에서 포즈를 취하는 대신, 재발행물은 오직 나무만을 특징으로 하는 음반의 뒷면 커버의 사진을 사용했다. 작가 마이클 오치는 그 결과를 "록 역사상 가장 완전한 은폐"라고 묘사했다.

## 평가
| 평가 점수                     | 평가 점수 |
| 출처                          | 점수      |
| ----------------------------- | --------- |
| AllMusic                      | [ 5 ]     |
| Overdose                      | A         |
| Pitchfork                     | 9.4/10    |
| Q                             | [ 8 ]     |
| The Rolling Stone Album Guide | [ 9 ]     |
| Spin Alternative Record Guide | 9/10      |
| The Village Voice             | B+        |

1975년 《롤링 스톤》에서 짐 밀러는 "《Stranded》와 《Country Life》는 함께 브리티시 컨템포러리 아트 록의 정점을 나타낸다"고 썼다.
2003년, 《Country Life》는 《롤링 스톤》이 선정한 역사상 가장 위대한 음반 500장 중 387위에 올랐다. 이 음반은 네 개의 록시 뮤직 음반 중 하나로 목록에 이름을 올렸다.

## 곡 목록
모든 곡들은 특별한 언급이 없는 한 브라이언 페리에 의해 작사/작곡하였다.
| #  | 제목                      | 작사·작곡         | 재생 시간 |
| -- | ------------------------- | ----------------- | --------- |
| 1. | 〈The Thrill of It All〉  |                   | 6:24      |
| 2. | 〈Three and Nine〉        | 페리, 앤디 매케이 | 4:04      |
| 3. | 〈All I Want Is You〉     |                   | 2:53      |
| 4. | 〈Out of the Blue〉       | 페리, 필 만자네라 | 4:46      |
| 5. | 〈If It Takes All Night〉 |                   | 3:12      |

| #  | 제목                   | 작사·작곡      | 재생 시간 |
| -- | ---------------------- | -------------- | --------- |
| 1. | 〈Bitter-Sweet〉       | 페리, 매케이   | 4:50      |
| 2. | 〈Triptych〉           |                | 3:09      |
| 3. | 〈Casanova〉           |                | 3:27      |
| 4. | 〈A Really Good Time〉 |                | 3:45      |
| 5. | 〈Prairie Rose〉       | 페리, 만자네라 | 5:12      |

## 인증
| 국가                       | 인증 | 판매량/출하량 |
| -------------------------- | ---- | ------------- |
| 영국 (BPI)                 | 골드 | 100,000^      |
| ^출하량을 기반으로 한 인증 |      |               |